# Conus spectrum
Cône fantôme
Espèce
Statut de conservation UICN

 LC  : Préoccupation mineure
Le Cône fantôme, Conus spectrum, est une espèce de mollusque gastéropode marin de la famille des Conidae.

## Répartition
Ouest du Pacifique.

## Description
- Taille : 5 à 8 cm.